# Réserve écologique de la Mine-aux-Pipistrelles
Die Réserve écologique de la Mine-aux-Pipistrelles ist ein ökologisches Schutzgebiet im äußersten Süden der kanadischen Provinz Québec. Dabei stehen die fünf Fledermausarten (daher pipistrelles) in einer stillgelegten Mine im Mittelpunkt.
Das Schutzgebiet wurde im Jahr 2002 auf einer Fläche von 3,24 ha eingerichtet. Es liegt in der regionalen Grafschaftsgemeinde Memphrémagog 30 km südwestlich von Magog.
Das kleine Gebiet schützt eine Talkmine, also einen Steatitbergbau, der 1994 stillgelegt wurde. Die ehemalige Van-Reet-Mine, bereits in den 1930er Jahren von Baker Talc Limited betrieben, ist somit das einzige unterirdische Schutzgebiet dieser Art. Dabei ist einzig ausschlaggebend, dass dort Tausende von Fledertieren überwintern (pipistrelles).
Es handelt sich um die fünf Arten Myotis lucifugus, Myotis septentrionalis und Myotis leibii – sie gehören zur Gattung der Mausohren –, dann Eptesicus fuscus aus der Gattung der Breitflügelfledermäuse und Pipistrellus subflavus aus der Gattung der Zwergfledermäuse.
Für die Zwergfledermaus Pipistrellus subflavus ist dies der nördlichste Überwinterungsplatz und der einzige in ganz Québec. Sie ist zudem die einzige Art dieser Gattung in Amerika. Darüber hinaus ist sie die einzige Vertreterin der Untergattung Perimyotis. Sie teilt sich häufig Überwinterungsplätze mit Myotis lucifugus und Myotis septentrionalis, so auch in der Van-Reet-Mine. Die im englischsprachigen Amerika auch als Eastern Small-footed Myotis bekannte Myotis leibii stellt die kleinste Vertreterin der Fledermäuse in Amerika dar. In Québec nennt man sie daher auch Chauve-souris pygmée. Sie gilt als gefährdet.

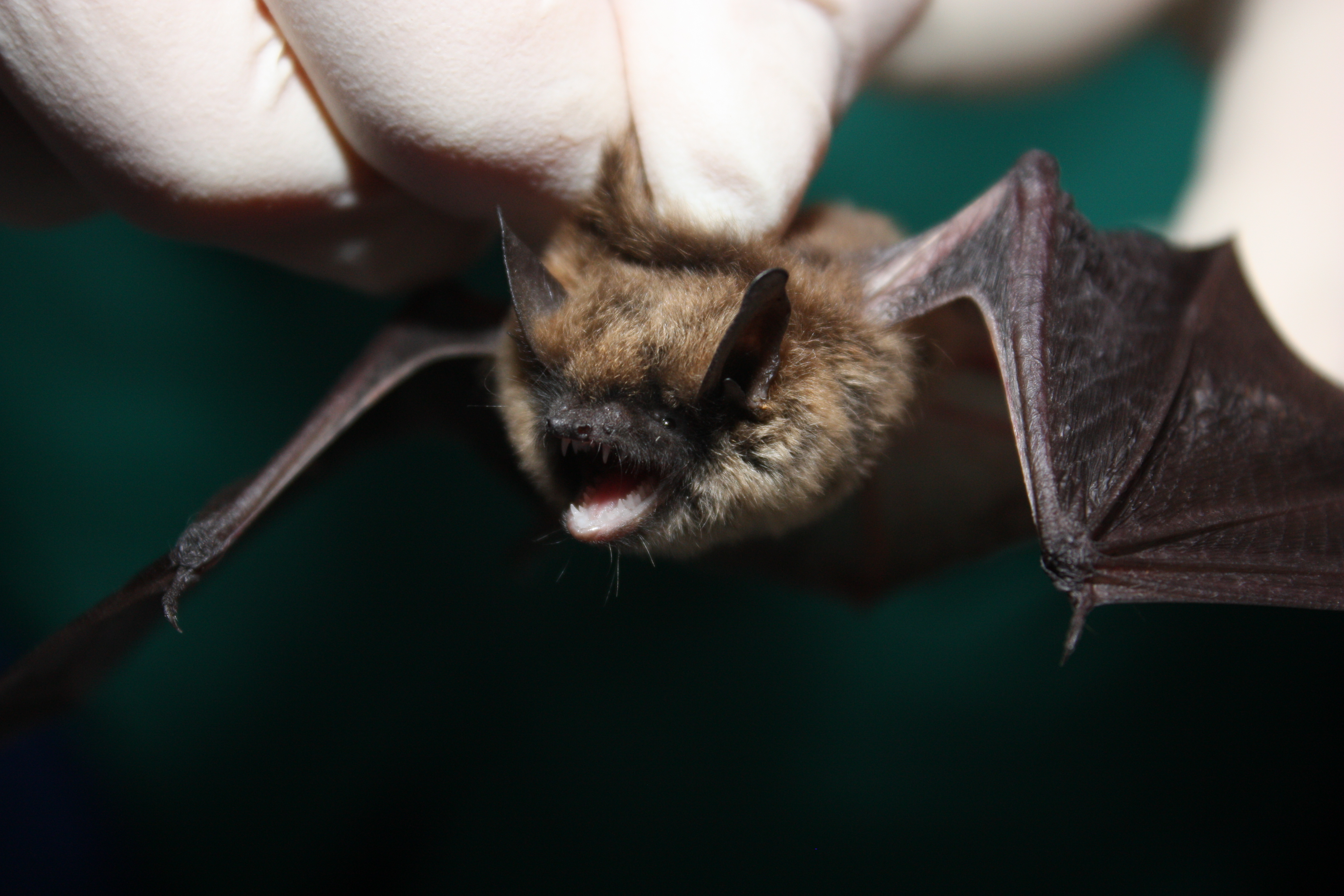
Myotis leibii, eine der fünf Fledermausarten, die in der ehemaligen Van-Reet-Mine überwintern. Sie zählt mit einer Länge von 65–95 mm und 45 mm Kopfdurchmesser zu den kleinsten Fledertieren.